# СМЗ С-3А

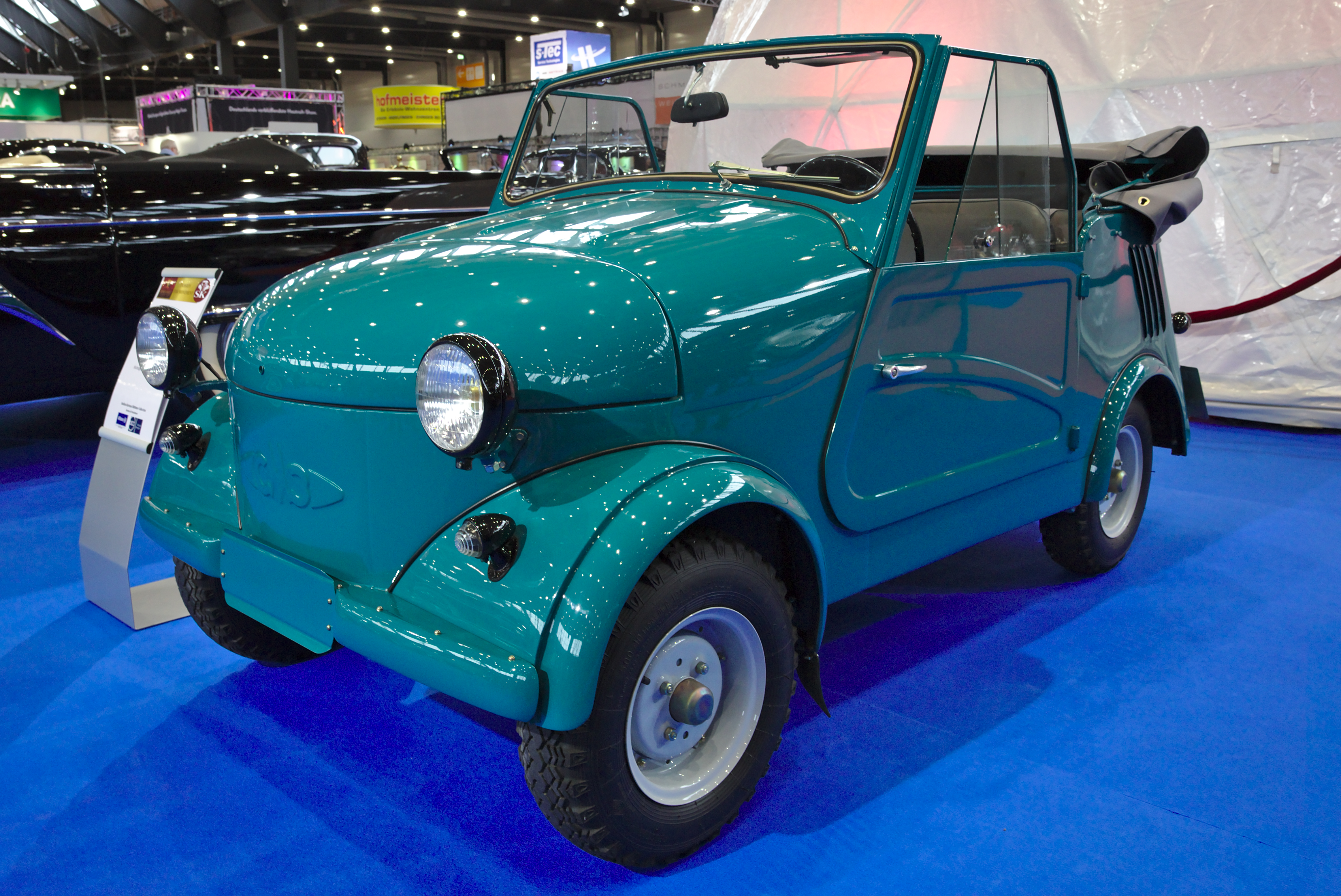
С-ЗА-M (1969)

СМЗ С-3А — двомісний чотириколісний автомобіль-мотоколяска, серійно випускалася Серпухівським мотоциклетним заводом з 1958 по 1970 рік (з 1962 випускався модернізований варіант С-3АМ). В автомобілі використовувався мотоциклетний двигун Іж-49 потужністю 8 к.с. виробництва Іжмаш.

## Історія

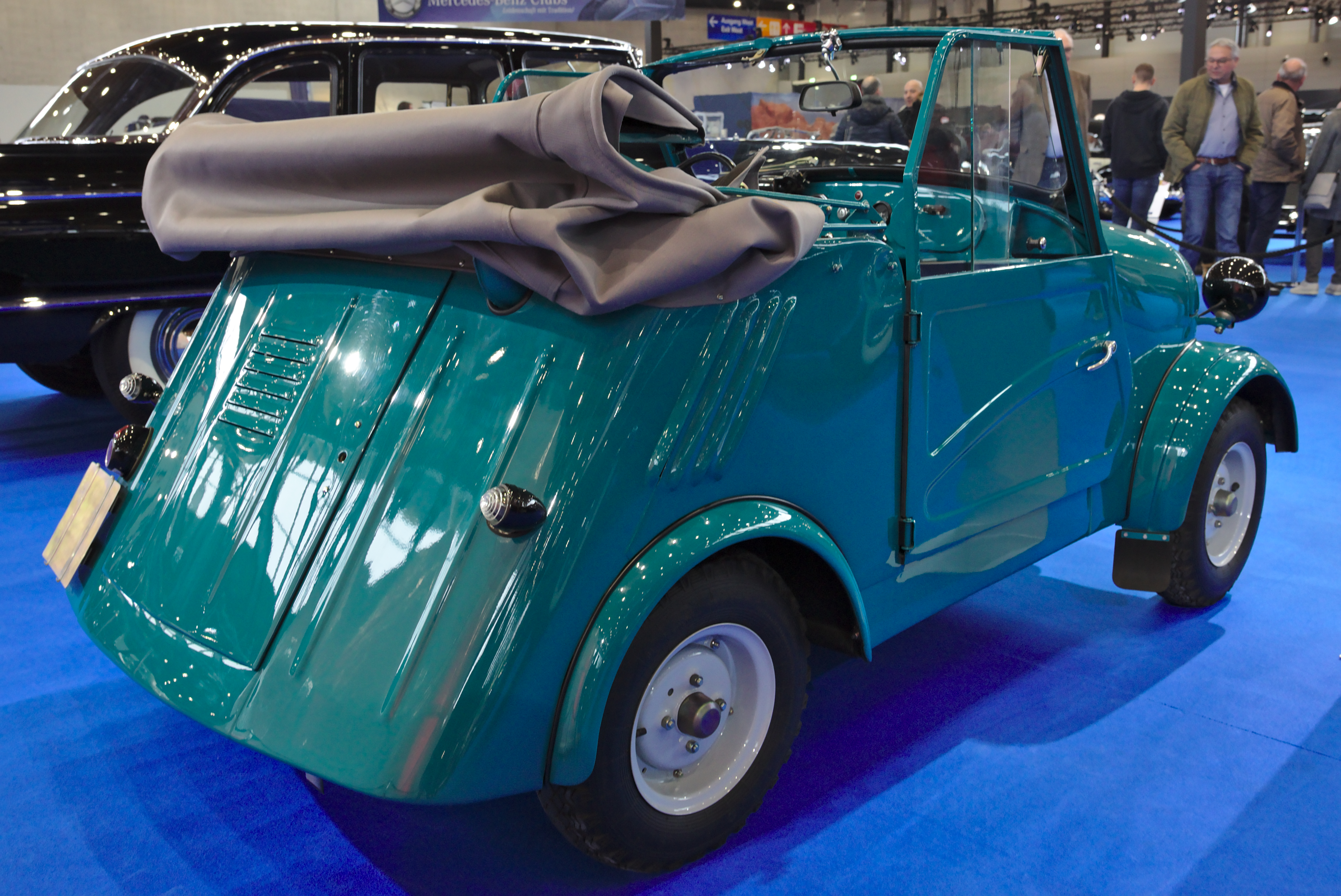

С-3А змінив на конвеєрі триколісну мотоколяску С-3Л, будучи по суті її чотириколісною модифікацією. Конструкція незалежної передньої підвіски типу «Порше» (два поперечних торсіони з чотирма поздовжніми важелями) була відпрацьована на дослідному зразку НАМИ-031.
Всього було виготовлено 203 291 автомобіль.
Відомий за фільмом Леоніда Гайдая Операція «И» та інші пригоди Шурика. Після цього фільму автомобіль-мотоколяска отримав «народне» прізвисько «Моргунівка» (у фільмі мотоколяскою керував персонаж Бувалий, зіграний актором Євгеном Моргуновим).
З точки зору конструкції та експлуатаційних властивостей, С-3А мала як істотні переваги, так і вагомі недоліки.

## Двигун
- 0,346 л С3-А (ІЖ-56) 8 к.с. при 3200 об/хв, 19 Нм при 2400 об/хв